# Арорела (Напуљ)
Арорела је насеље у Италији у округу Напуљ, региону Кампанија.
Према процени из 2011. у насељу је живело 56 становника. Насеље се налази на надморској висини од 184 м.